# Super Drags
Super Drags est une série télévisée d'animation pour adultes brésilienne créée par Anderson Mahanski, Fernando Mendonça et Paulo Lescaut, produite par Combo Estúdio et diffusée depuis le 9 novembre 2018 sur Netflix, incluant dans les pays francophones,,. Le 21 décembre 2018, Netflix a annulé la série après une saison.
La série animé qui est interdite au - de 16 ans, reçoit des critiques positives,,,.

## Synopsis
La série suit les aventures de Patrick, Donizete et Ralph. Trois amis qui travaillent dans un grand magasin et deviennent trois héroïnes : Lemon Chifon, Scarlet Carmesim et Safira Cyan, les Super Drags, responsables de la protection de la communauté LGBT,.

## Voix
| Les personnages             | Voix originale    | Voix anglophones        | Voix françaises       |
| --------------------------- | ----------------- | ----------------------- | --------------------- |
| Goldiva                     | Pabllo Vittar     | Jeff Manabet            | Sébastien Desjours    |
| Donizete / Scarlet Carmesim | Fernando Mendonça | Shangela Laquifa Wadley | Adrien Larmande       |
| Ralph / Safira Cyan         | Wagner Follare    | Rod Keller              | Rémi Caillebot        |
| Patrick / Lemon Chiffon     | Sérgio Cantú      | Ginger Minj             | Adrien Solis          |
| Vedete Champagne            | Silvetty Montilla | Trixie Mattel           | Jean-Baptiste Anoumon |
| Lady Elza                   | Rapha Vélez       | Willam Belli            | Frédéric Souterelle   |
| Jezebel                     | Sylvia Salustti   | Anna Stromberg          | Laëtitia Lefebvre     |
| Sandoval                    | Fernando Mendonça | Marz Richards           | Jean-Claude Donda     |
| Val Valadão                 | Patrícia Garcia   | Jaquita Ta'le           | Véronique Alycia      |

## Liste des épisodes
| № | Titre Original   | Titre Français                       | Réalisateur       | Scénariste          |
| - | ---------------- | ------------------------------------ | ----------------- | ------------------- |
| 1 | Hora do lipsync  | Battle de play-back                  | Fernando Mendonça | Vânia Matos         |
| 2 | Imagem é tudo    | L'image, c'est sacré                 | Fernando Mendonça | Chico Amorim        |
| 3 | A cura gay       | Un traitement contre l'homosexualité | Fernando Mendonça | Fernanda Brandalise |
| 4 | Seja quem você é | Assumez votre identité               | Fernando Mendonça | Marcelo Souza       |
| 5 | Numa só voz      | Une voix unie                        | Fernando Mendonça | Paulo Lescaut       |